# Georg Brauchle
Georg Brauchle (29 de agosto de 1915 - abril de 1968) foi um político alemão da União Social-Cristã da Baviera.
De 1960 até à sua morte em 1968, ele foi vice-prefeito de Munique no governo de Hans-Jochen Vogel.
O anel rodoviário ao norte da cidade, Georg-Brauchle-Ring, leva o seu nome, que por sua vez fornece o nome para a estação de metro Georg-Brauchle-Ring.